# Teresa Medeiros
Teresa Medeiros (1962) je americká autorka historických milostných románů. Předtím než se začala plně věnovat psaní se nějakou dobu živila jako zdravotní sestřička. Svůj první román napsala v 21 letech a od té doby bylo vytištěno přes 10 milionů jejích knih ve více než 17 jazycích. Romantické příběhy píše proto, že v nich ráda nechává ožít svou víru v sílu lásky a ve šťastný konce.
Teresa žije v Kentucky se svým manželem a dvěma kočkami (Willow a Buffy přemožitelkou myší). S manželem jsou bezdětní, rádi jezdí na kole a pořádají soukromé pikniky. Teresa má slabost pro bizarní věci a mezi její oblíbené seriály patří např. Star Trek nebo Ztraceni.

### Historické romány
- Magie rodu Lennoxů (The Lennox Family Magic Series)

1. Tajemná nevěsta (Breath of Magic, 1996) (Domino, 2003) anotace
2. Dotek kouzla (Touch of Enchantment, 1997) (Domino, 2003) anotace

- Pohádková série (The Fairy Tale Series)

1. Nevinná svůdkyně (Charming the Prince, 1999) (Domino, 2001) anotace
2. Kráska a netvor (The Bride and the Beast, 2001) (Domino, 2002) anotace

- Fairleighovy sestry (The Fairleigh Sisters Series)

1. Nezapomenutelný polibek (A Kiss to Remember, 2002) (Domino, 2002) anotace
2. Skandální noc (One Night of Scandal, 2003) (Domino, 2004) anotace

- Upíří série (The Kane/Cabot Vampire Series)

1. Milenec z temnot (After Midnight, 2005) (Domino, 2005) anotace
2. Ztracená duše (The Vampire Who Loved Me, 2006) (Domino, 2006) anotace

- Série ze skotské Vysočiny (The Kincaid Highland Series)

1. Hříšné myšlenky (Some Like It Wicked, 2008) (Domino, 2008) anotace
2. Nespoutané myšlenky (Some Like It Wild, 2009) (Domino, 2009) anotace

- Bratři Burkeové (The Burke Brothers Series)

1. Tvůj slastný polibek (The Pleasure of Your Kiss, 2012) (Domino, 2012) anotace
2. The Temptation of Your Touch (2013) eng anotace

### Další historické romány
- Království za polibek (Lady of Conquest, 1989 and 1998) (Domino, 2005) anotace
- Něžná pomsta (Shadows and Lace, 1990 and 1996) (Domino, 1998) anotace
- Sametové pouto (Heather and Velvet, 1992) (Domino, 2000) anotace
- Schovanka (Once an Angel, 1993) (Domino, 2001) anotace
- Šepot růží (A Whisper of Roses, 1993) (Domino, 2000) anotace
- Zloděj srdcí (Thief of Hearts, 1994) (Domino, 2009) anotace
- Utajená krása (Fairest of Them All, 1995) (Domino, 1999) anotace
- Nesplněný slib (Nobody's Darling, 1998)(Domino, 2003) anotace
- Do svítání tvá (Yours Until Dawn, 2004) (Domino, 2010) anotace
- Unesená nevěsta (The Devil Wears Plaid, 2010) (Domino, 2011) anotace

### Romány ze současnosti
- Goodnight Tweetheart (2010) eng anotace